# Santo Antônio do Caiuá
Santo Antônio do Caiuá é um município brasileiro do estado do Paraná. De acordo com dados do IGBE, dua população em 2022 era de 2.493 habitantes.

## História
A Companhia Melhoramentos Norte do Paraná, com sede em São Paulo e filiais em Maringá e Londrina deu início à implantação do povoado de Santo Antônio do Caiuá, em 12/12/51, determinando a planta da cidade, que inicialmente foi denominada de Patrimônio Santo Antônio do Caiuá, sob responsabilidade administrativa do município mais próximo que era Mandaguari. Em 1953, Santo Antônio do Caiuá passou à jurisdição do recém criado município de Nova Esperança. Em março de 1954, passou à jurisdição do município de Alto Paraná e em 31/01/56 passou a subordinar-se administrativamente a São João do Caiuá.
Os pioneiros da colonização foram os irmãos Silvio Rubens, Fernandes Gutierrez, Luiz Carlos e Alberto Luiz Monteiro Carneiro. Em seguida chegaram as famílias de Hagem Schoerock, José Maria Alves, Primo Rossato e Domenico Ernesto Carniel.
Na área rural, as primeiras clareiras na mata foram abertas pelas famílias de Antonio Sobrinho, Sebastião Sobrinho, José Xavier de Carvalho, Natal Piastrelli, Rafael Schenatto, Willy Hardth, Arlindo dos Santos, José Maria Portes e José Penna.
Pela Lei Estadual no 4338, de 25 de janeiro de 1961, foi criado o município de Santo Antônio do Caiuá, com território desmembrado de São João do Caiuá. A instalação oficial ocorreu no dia 25/11/61, sendo primeiro prefeito municipal o senhor Stersa Maximiliano Ângelo.

## Etimologia
Etimologicamente, Caiuá provém do Guarani “cai’guara”, ou seja, “o que habita os montes”. Caiuá, Caaguá ou Cainguás são variantes do nome dos índios guaranis da margem esquerda do rio Paraguai.

## Localização
O município de Santo Antônio do Caiuá localiza-se no Terceiro Planalto Paranaense, na microrregião de Paranavaí (001) e mesorregião Noroeste Paranaense (01) do IBGE. Santo Antônio do Caiuá também está congregado a AMUNPAR - Associação dos Municípios dos Noroestes do Paraná.

## Clima
O clima de Santo Antônio do Caiuá, segundo a classificação climática de Wladimir Köeppen, é do tipo CFA, clima subtropical úmido mesotérmico, com verões quentes e geadas pouco frequentes, com tendência de concentração das chuvas nos meses de verão, sem estação seca. A média das temperaturas dos meses mais quentes é superior a 22 °C e a dos meses mais frios é inferior a 18 °C.

## Hidrografia
O município de Santo Antônio do Caiuá está situado na bacia Paranapanema, sub-bacia Paranapanema IV e tem toda a sua divisão Norte com o Estado de São Paulo formada pelo próprio Rio Paranapanema, à montante do reservatório da barragem da Usina Hidroelétrica de Rosana. Os outros rios mais importantes locais correm em direção perpendicular ao Rio Paranapanema, sendo eles o Ribeirão Caiuá, o Rio Diabo e Córrego São Miguel.
Destaca-se também o Rio Marabá que é afluente do Rio do Diabo.

## Vegetação
Na área urbana há pouca cobertura vegetal original, mas são expressivas a arborização pública e a arborização nos terrenos particulares de espécies frutíferas. Todas as ruas da cidade são arborizadas com Sibipiruna, em ambos os alinhamentos, raramente há substituição de uma árvore de Sibipiruna por uma outra de Ficos ou Oiti.
As principais áreas verdes públicas são a praça Dom Benjamim de Souza Gomes, em frente à Igreja Matriz e a praça Pioneiro Primo Rossato

## Lazer
A cidade conta com o Carnaval de rua de Santo Antônio do Caiuá, o Carnasac, é um tradicional evento carnavalesco que acontece anualmente na cidade na época do Carnaval São quatro dias de muita festa, que reúne foliões de todo Noroeste do Paraná e turistas de outros estados. 
Sempre se espera em torno de 10 mil pessoas neste evento, que é o maior da cidade e considerado um dos maiores do noroeste do estado. A Prefeitura Municipal é responsável pela organização do evento. 